# Egoli: Place of Gold
Egoli: Place of Gold – najdłuższa opera mydlana w Południowej Afryce, emitowana na kanale M-Net od 6 kwietnia 1991 do 2 marca 2010 roku. Doczekała się ponad 4600 odcinków. Akcja serialu toczyła się w Johannesburgu. Jego twórcą był Franz Marx.
Aktorki Christine Basson, Shaleen Surtie-Richards, Brümilda van Rensburg i Hennie Smit grały w Egoli od samego początku do ostatniego odcinka z 2010 roku.